# Nazionale maschile di calcio a 5 degli Stati Uniti d'America
La nazionale di calcio a 5 degli Stati Uniti d'America è, in senso generale, una qualsiasi delle selezioni nazionali di calcio a 5 della United States Futsal Federation che rappresentano gli Stati Uniti d'America nelle varie competizioni ufficiali o amichevoli riservate a squadre nazionali.
Questa selezione nazionale ha iniziato la propria attività nel maggio del 1984 quando,  a Nanaimo, batté il Canada per 6-5. La prima apparizione tra le mura amiche è datata invece dicembre 1985 alla "Sonoma State University", quando gli USA sconfissero l'Australia per 9-5.
La partecipazione statunitense ai mondiali di futsal partì nel 1988 durante la manifestazione australiana: in quella occasione la squadra giunse terza nel proprio girone dietro a Brasile e Cecoslovacchia. Nel successivo mondiale FIFA nel 1989, la selezione americana giunse terza battendo il Belgio per 3-2 e vincendo il trofeo per il fair play. Il momento d'oro del futsal statunitense continuò tre anni dopo a Hong Kong quando la nazionale contese al Brasile il titolo di campione del mondo, uscendone sconfitta per 4-1.
Nel 1996 gli Stati Uniti rimasero fuori dal secondo turno, eliminati nel girone di Segovia da Italia e Uruguay, nello stesso anno la squadra a stelle e strisce si era aggiudicata la prima edizione del campionato CONCACAF per selezioni nazionali, battendo in finale a Città del Guatemala la selezione cubana per 7-3. Gli Stati Uniti toccarono il punto più deludente della loro storia recente nel 2000 quando giunsero solo terzi nel campionato continentale e non guadagnarono la qualificazione al mondiale guatemalteco a cui giunsero Cuba e Costa Rica.
Un pronto riscatto è venuto nel 2004 quando gli Stati Uniti, dopo aver battuto nel terzo campionato continentale la Costa Rica, hanno guadagnato l'accesso al mondiale a Taiwan. Qui la selezione americana ha passato il primo turno assieme all'Italia, ma è uscita nel girone del secondo turno comprendente Brasile, Argentina ed Ucraina.

## Palmarès

### Campionati mondiali
Gli Stati Uniti hanno partecipato a cinque edizioni dei campionati mondiali tra gestione FIFUSA e gestione FIFA, collezionando come migliore risultato un alloro di vicecampione del mondo nel 1992 ad Hong Kong ed una terza piazza tre anni prima in Olanda, quando batterono nella finalina il Belgio, nel 1988 uscirono al primo turno così come nel 1996, mentre nel 2004 sono giunti al secondo turno.

### Campionato CONCACAF
Gli Stati Uniti hanno vinto per due volte il campionato nordamericano CONCACAF  (1996 e 2004); inoltre, sono giunti secondi nell'edizione 2021 e per due volte terzi (2000 e 2008).

## Risultati nelle competizioni internazionali

### FIFA Futsal World Cup
- 1989 -  Terzo posto
- 1992 -  Secondo posto
- 1996 - Primo turno
- 2000 - Non qualificata
- 2004 - Secondo turno
- 2008 - Primo turno
- 2012 - Non qualificata
- 2016 - Non qualificata
- 2021 - Primo turno

### CONCACAF Futsal Tournament
- 1996 -  Campione
- 2000 -  Terzo posto
- 2004 -  Campione
- 2008 -  Terzo posto
- 2012 - Primo turno
- 2016 - Non qualificata
- 2021 -  Secondo posto